# Černá kniha (soupis mobiliáře)

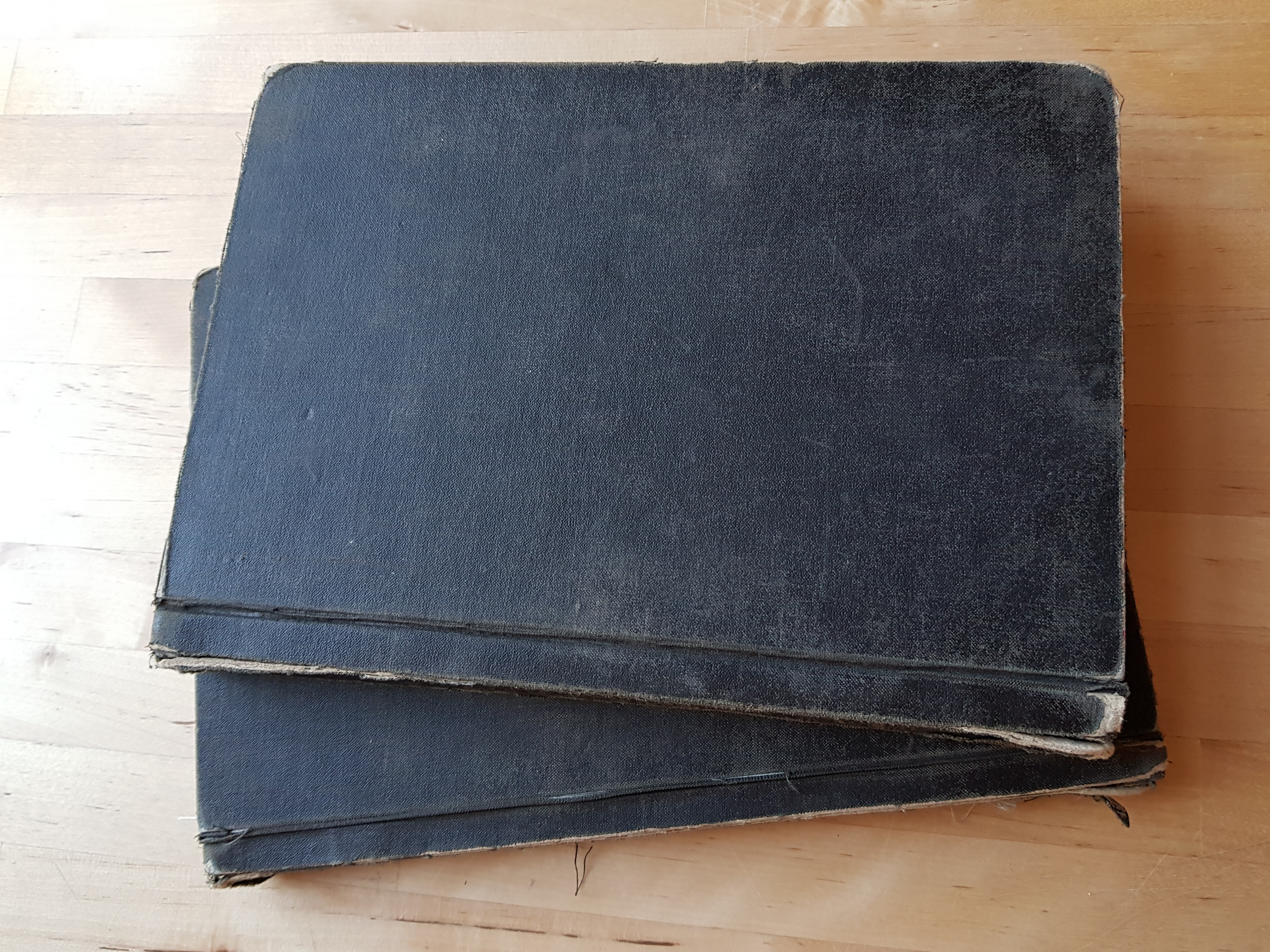
Vazba černých knih

Černé knihy jsou inventární soupisy veškerého movitého vybavení hradů a zámků, které byly v Československu zkonfiskovány po druhé světové válce, s oceněním jednotlivých předmětů. Název je odvozen od černé plátnové vazby, kterou knihy byly opatřeny. Ovšem oficiální titul knih byl většinou Soupis inventáře zámku…. Knihy byly vyhotoveny na konci 40. a počátkem 50. let 20. století pracovníky památkové péče. 

## Obsah

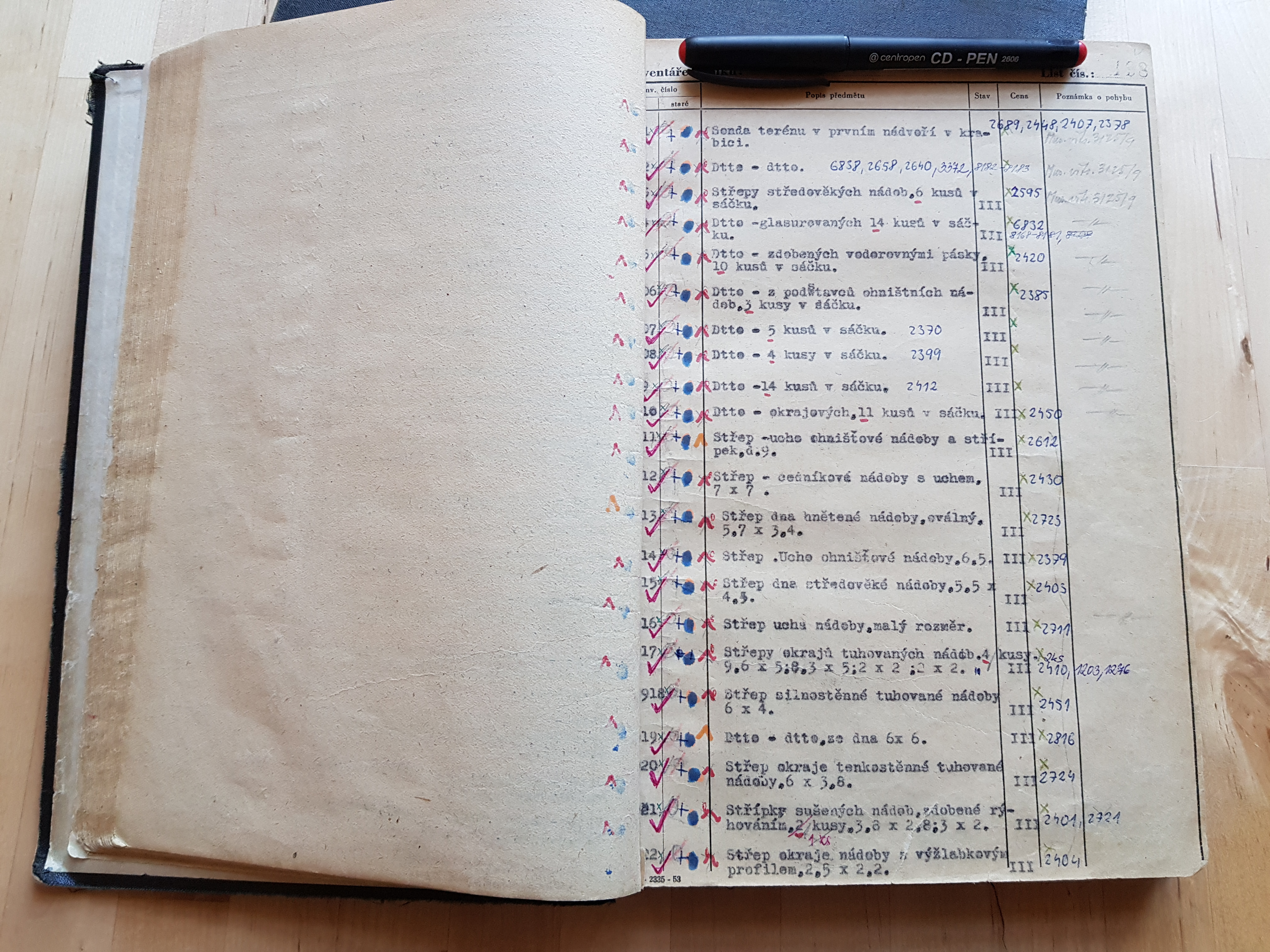
Obsah černých knih

Tyto inventární seznamy byly vyplňovány do předtištěného formuláře, který se dělil na šest sloupců: Inventární číslo – staré a nové, Popis předmětu, Umístění, Cena a Poznámka o pohybu. Soupisová komise sestavující černou knihu postupovala po místnostech a nalezeným předmětům přiřazovala vzestupně nová čísla. Čistopisné seznamy se psaly na stroji na jednotlivé číslované listy a vázaly se (zpravidla). Do soupisů byly pojímány jak umělecké předměty (obrazy, porcelán, nábytek), tak předměty denní potřeby (prádlo, zahradní a kuchyňské náčiní). 
Pokud byla dohledána čísla ze soupisů pořádaných Národní kulturní komisí (černé knihy na některých objektech byly dokončeny teprve Státní památkovou správou), bylo u předmětu vyplněno „staré číslo“ a nové inv. č., jinak pouze nové. Toto nové číslo z černých knih má stále velkou důležitost v evidenci mobiliárního fondu (dnes označované jako staré inventární číslo). Popis předmětu mohl být pouze stručný, několikaslovný, zároveň však bylo vyvíjeno úsilí doplnit údaje o rozměrech.
Soupisy vznikly před velkým vyřazováním mobiliáře v následujících letech, o čemž svědčí kolonka Poznámka o pohybu, kde se objejvují poznámky o vyřazení (včetně převedení mezi užitkový mobiliář, tzv. DKP – tato kategorie se na objektech často dochoval a může být znovu zapsána do základní evidence fondu), prodeji (často přes podniky Antikva, Tuzex, Klenoty ad.), případně fyzické likvidaci.

## Dělení
Dělí se na 
1. černé knihy kmenové (příp. černé knihy kmenového fondu)
2. černé knihy svozové (příp. černé knihy svozového mobiliáře)
3. černé knihy přírůstkové (soupis přírůstků do mobiliárního fondu daného památkového objektu).[1]

Obdobný systém vznikal ve stejné době jak pro mobiliární fondy, tak pro historické knihovní fondy na objektech.

## Uložení
Černé knihy jsou uloženy v jednom vyhotovení na generálním ředitelství Národního památkového ústavu (Oddělení mobiliárních fondů a zámeckých knihoven Odboru evidence, dokumentace a informačních systémů) a v jednom na daném památkovém objektu, případně na příslušném územním odborném pracovišti. Další informace o mobiliáři lze zjistit např. ze starších seznamů soupisových komisí Národní kulturní komise a Národního pozemkového fondu, uložených ve fondu Státní památková správa v Národním archivu v Praze, nebo z kartotéky rozvozů, uložené rovněž na generálním ředitelství NPÚ.